# Stenalcidia conveniens
Stenalcidia conveniens là một loài bướm đêm trong họ Geometridae.